# A0620-00
A0620-00 (V616 Monocerotis), è un sistema binario a raggi X formato da una stella di classe spettrale K e da un candidato buco nero, situato nella costellazione dell'Unicorno.
La controparte visibile del sistema è una nana arancione di massa compresa tra le 0,5 e 1,5 masse solari, mentre l'oggetto compatto, un probabile buco nero, ha una massa compresa dalle 3 alle 11 masse solari, a seconda delle fonti prese come riferimento. La distanza del sistema dalla Terra è di circa 3000 anni luce.
Il 15 giugno 2018 è stato inviato verso il buco nero, tramite il radiotelescopio presso la stazione Cebreros dell'Esa, un segnale radio codificante una registrazione vocale dell'astrofisico Stephen Hawking, deceduto il 14 marzo 2018. La trasmissione costituisce la prima iterazione effettuata verso un probabile buco nero ed A0620-00 è stato scelto essendo il più vicino alla terra al momento dell'iniziativa.